# Terminalia kangeanensis
Terminalia kangeanensis là một loài thực vật thuộc họ Combretaceae. Đây là loài đặc hữu của Indonesia.